# Natsiatum herpeticum
Natsiatum herpeticum är en tvåhjärtbladig växtart som beskrevs av Buch.-ham.. Natsiatum herpeticum ingår i släktet Natsiatum och familjen Icacinaceae. Inga underarter finns listade i Catalogue of Life.